# Pericoma rivularis
Pericoma rivularis är en tvåvingeart som beskrevs av Berden 1954. Pericoma rivularis ingår i släktet Pericoma och familjen fjärilsmyggor. Arten är reproducerande i Sverige. Inga underarter finns listade i Catalogue of Life.